# Laracha (ort)
Laracha (galiciska: A Laracha) är en ort i Spanien.   Den ligger i provinsen Provincia da Coruña och regionen Galicien, i den nordvästra delen av landet, 500 km nordväst om huvudstaden Madrid. Laracha ligger 163 meter över havet och antalet invånare är 11 171.
Terrängen runt Laracha är kuperad åt nordost, men åt sydväst är den platt. Runt Laracha är det ganska tätbefolkat, med 80 invånare per kvadratkilometer. Närmaste större samhälle är Carballo, 9,7 km sydväst om Laracha. Omgivningarna runt Laracha är en mosaik av jordbruksmark och naturlig växtlighet.